# Teofilo Folengo
Teofilo Folengo (n. 8 noiembrie 1491, Mantova, Margravate of Mantua⁠(d) – d. 9 decembrie 1544, Campese⁠(d), Bassano del Grappa, Veneto, Italia) a fost un poet italian, care a semnat operele sale și cu pseudonimul Merlino Coccajo sau Merlinus Coccaius.
Creator al stilului macaronarilor, opera sa constituie o întrepătrundere între latină și italiană.

## Opere

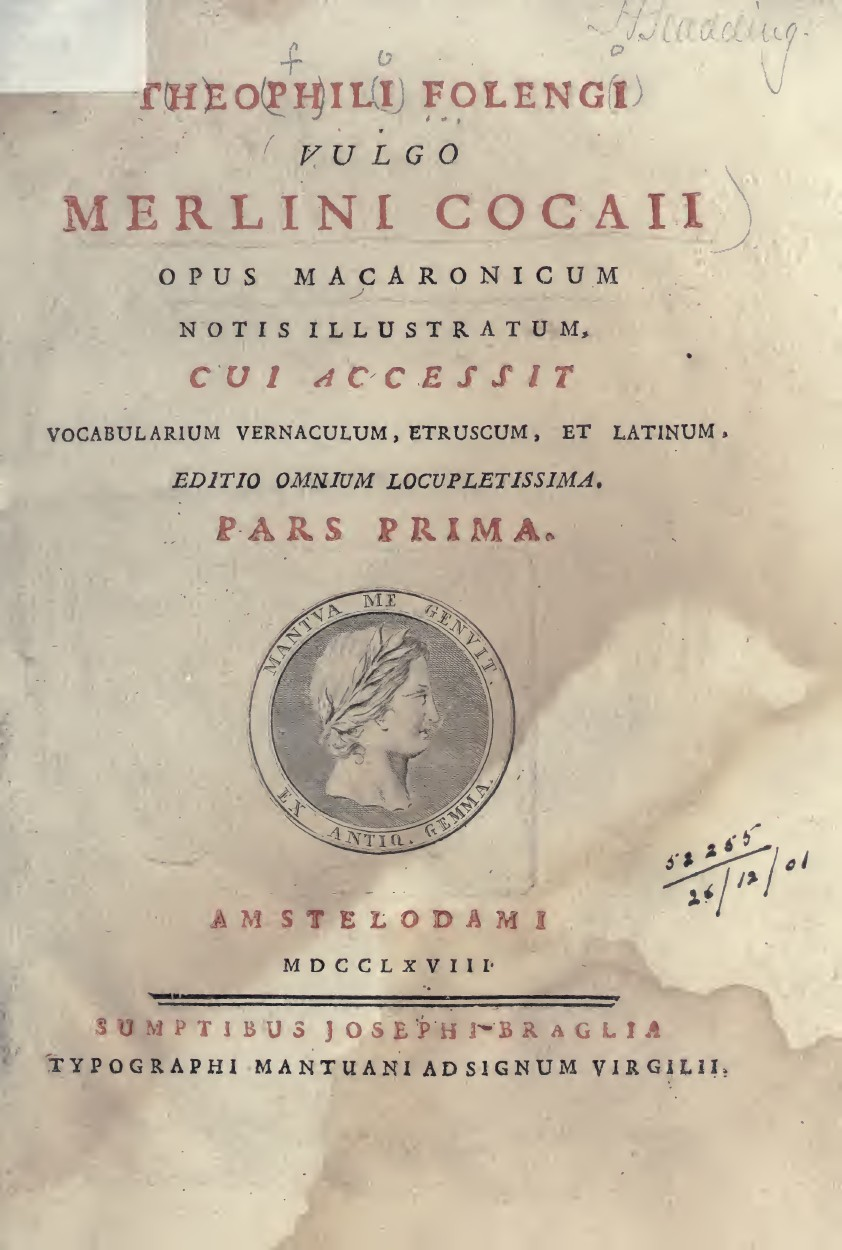
Maccheronee

- 1517: Baldus, principala sa operă, parodie a poemelor cavalerești, critică a moravurilor, instituțiilor și dogmelor epocii, care se remarcă prin realismul observației, bogăția imaginației comice și bufone și umorul grotesc;
- 1519: Moscheida ("Moschaea")
- 1519: Zanitonella
- 1526: Orlandino

1. 1 2  BeWeB, accesat în 13 februarie 2021
2. 1 2  Archivio Storico Ricordi, accesat în 3 decembrie 2020
3. ↑  Archivio Storico Ricordi
4. ↑  CONOR.SI[*] Verificați valoarea |titlelink= (ajutor)
5. ↑  Autoritatea BnF, accesat în 10 octombrie 2015